# Adelothecium bogotense
Adelothecium bogotense är en bladmossart som beskrevs av Mitten 1869. Adelothecium bogotense ingår i släktet Adelothecium och familjen Hookeriaceae. Inga underarter finns listade i Catalogue of Life.